# Earthflight
Earthflight is een Britse natuurdocumentaireserie van de BBC over vogels. De serie bevat beelden die zijn gemaakt door camera's die op de ruggen van vogels zijn bevestigd. Verder zijn onder andere geluidsarme helikopters, paragliders en een namaakgier gebruikt. De serie werd met commentaar door David Tennant door BBC One uitgezonden vanaf 29 december 2011. Op 8 september 2012 werd een dvd met de eerste aflevering bijgevoegd bij de Volkskrant. De serie wordt uitgezonden door Canvas vanaf 1 november 2012 en door de Evangelische Omroep vanaf 13 november. Naar de eerste uitzending door de EO keken bijna 2,2 miljoen mensen.

## Afleveringen
Iedere aflevering duurt 59 minuten. De laatste aflevering is een making of.
1. North America
2. Africa
3. Europe
4. South America
5. Asia and Australia
6. Flying High